# Adam Michałowski
Adam Michałowski herbu Jasieńczyk (ur. 17 kwietnia 1802, zm. 21 kwietnia 1863 w Wężerowie) – kapitan 10. Pułku Piechoty Liniowej w powstaniu listopadowym. Wzięty do rosyjskiej niewoli 18 marca 1831 pod Kazimierzem Dolnym, zesłany został do Wiatki.